# Pseudoyersinia pilipes
Pseudoyersinia pilipes är en bönsyrseart som beskrevs av Lucien Chopard 1954. Pseudoyersinia pilipes ingår i släktet Pseudoyersinia och familjen Mantidae. Inga underarter finns listade i Catalogue of Life.